# 高山香織
高山 香織（たかやま かおり、1980年9月20日 - ）は、日本のフリーアナウンサー。元東日本放送、元名古屋テレビアナウンサー。新潟県新潟市出身。

## 経歴
新潟県立新潟高等学校を卒業後、獨協大学外国語学部言語文化学科へ入学し、1999年にはミス獨協大に輝く。2003年4月に名古屋テレビにアナウンサーとして入社する。同期には清水由美がいる。
名古屋テレビでは『メ〜テレNEWS』や『夫婦交換バラエティー ラブちぇん』などといった番組を担当。スポーツ番組『光る!スポーツ研究所』では平行潜水に挑戦し、初挑戦ながら日本女子歴代10位となる63mを記録した。その後、2回目の挑戦では61mと自己ベストに届かずに酸欠によるブラックアウトを引き起こす結果となった。在籍中、中国蘇州テレビ局に派遣され報道部でアナウンサーとして勤務。この際の北京語でのリポートが、上海国際報道映像大賞を受賞。
2008年3月に名古屋テレビを退職。その後は、フリーアナウンサーとして活躍。
2015年4月には東日本放送にアナウンサーとして入社。2017年3月に東日本放送を退社。再びフリーアナウンサーとなった。
2018年から開催されている仙台市長杯フィギュアスケート大会の進行を担当。
2019年より、尚絅学院大学で客員講師として、ゼミのプレゼンテーション指導、
コミュニケーションスキルの公開講座で指導。
2024年、東北大学歯学部の非常勤講師に着任。
「人を動かすモノの言い方」「心に届く伝え方」「逆算コミュニケーションで聴く」
などの講演は、経営者向け、社会人向け、学生向けに人気の講演。
2022年～simplysoで受験面接、就職面接、転職面接、話し方の指導。
ナレーションでは「アイリスオーヤマ」の商品紹介動画などで定着。

## 人物
身長160cm。得意なスポーツは水泳。

## 出演番組・作品

### テレビ
東京・学生時代
- 朝日ニュースター（2000年 - 、キャスター）

名古屋・名古屋テレビ局アナ時代
- 速報甲子園への道!（2003年、東海3県の担当）
- 特選朝いち どですか!（土曜日担当）
- メ〜テレNEWS
- メ〜テレワイドスーパーJチャンネル
- サンダー5
- UP!
- モザイク
- 光る!スポーツ研究所（2006年4月 - 2008年3月、アシスタント）
- アナchu!（2007年4月 - 9月）
- 夫婦交換バラエティー ラブちぇん（2007年4月 - 2008年9月、司会）

仙台・フリーアナおよび東日本放送局アナ時代
| 番組名                                   | 系列   | 放送    | 放送              | 出演期間                      | 役割                       |
| 番組名                                   | 系列   | 県域    | 放送局            | 出演期間                      | 役割                       |
| ---------------------------------------- | ------ | ------- | ----------------- | ----------------------------- | -------------------------- |
| るくなす                                 | テレ朝 | 東北6県 | 6局ブロックネット | 2008年5月 - 2009年3月         | リポーター                 |
| ちょっとブレイクタイム                   | 日テレ | 宮城県  | ミヤギテレビ      | 2010年4月 - 12月              | 司会                       |
| 希望のしるし                             | 日テレ | 宮城県  | ミヤギテレビ      | 2011年8月 - 2012年6月         | ナビゲーター               |
| ほっとネットとうほく～海と祭りと俺たちと | テレ朝 | 東北6県 | 6局ブロックネット | 2013年2月16日                 | ナレーション               |
| 突撃!ナマイキTV                          | テレ朝 | 宮城県  | 東日本放送        | 2014年4月1日 - 2015年3月27日  | アシスタント（水・木・金） |
| スーパーJチャンネルYTSゴジダス           | テレ朝 | 山形県  | 山形テレビ        | 2014年6月30日 - 2015年3月24日 | キャスター（月・火）       |
| 燃えよ!EAGLES                            | テレ朝 | 宮城県  | 東日本放送        | 2015年3月28日 - 2018年3月17日 | 司会                       |
| スーパーJチャンネルみやぎ                | テレ朝 | 宮城県  | 東日本放送        | 2015年4月2日 - 2017年3月31日  | キャスター（木・金）       |

※ 東日本放送の局アナになってからの担当番組の背景は黄色。

### その他
- 女子アナ出題!Theご当地問題DVD&カード（タカラトミー、2007年9月27日発売）
- スゴイダイズCM（メ〜テレ、2009年7月 - 9月）
- ハピネスモールTV（山形県内イオンモールの宣伝番組(15分)、山形テレビ、毎月第4土曜日、2018年 - ）